# Liste des députés européens du Luxembourg de la 3e législature

Cet article présente la liste des députés européens du Luxembourg élus lors des élections européennes de 1989 au Luxembourg.
| Nom                                          | Parti                                   | 1re élection | Groupe parlementaire européen      | Portrait |
| -------------------------------------------- | --------------------------------------- | ------------ | ---------------------------------- | -------- |
| Nicolas Estgen                               | Parti populaire chrétien-social         | 17 juin 1984 | Groupe du Parti populaire européen |          |
| Astrid Lulling                               | Parti populaire chrétien-social         | 18 juin 1989 | Groupe du Parti populaire européen |          |
| Viviane Reding                               | Parti populaire chrétien-social         | 18 juin 1989 | Groupe du Parti populaire européen |          |
| Colette Flesch Démission le 5 juin 1990      | Parti démocratique                      | 10 juin 1979 | Groupe libéral et démocratique     |          |
| Lydie Polfer-Wurth À partir du 12 juin 1990  | Parti démocratique                      | [ 3 ]        | Groupe libéral et démocratique     |          |
| Ben Fayot                                    | Parti ouvrier socialiste luxembourgeois | 18 juin 1989 | Groupe socialiste                  |          |
| Robert Krieps Décès le 1er août 1990         | Parti ouvrier socialiste luxembourgeois | 18 juin 1989 | Groupe socialiste                  |          |
| Marcel Schlechter À partir du 9 octobre 1990 | Parti ouvrier socialiste luxembourgeois |              | Groupe socialiste                  |          |